# Paul Graener
Paul Graener, de son vrai nom Paul Hermann Franz Gräner, né le 11 janvier 1872 à Berlin et mort le 13 novembre 1944 à Salzbourg, est un compositeur et chef d'orchestre allemand, actif sous le régime nazi.

## Biographie
Paul Graener est le fils d'un maître de forges. En 1881, il fait partie du chœur d'enfant de la cathédrale de Berlin, en Allemagne. De 1884 à 1890, il fréquente l'Askanische Gymnasium. En 1888, il étudie la composition avec Albert Becker au Veitschen Konservatorium. Après ses études, il est d'abord engagé comme chef d'orchestre à Stendal, puis à Bremerhaven, Königsberg et Berlin. De 1898 à 1906, il est nommé directeur musical au Haymarket Theater de Londres. Il enseigne également à la Royal Academy of Music. Avant de se rendre en Angleterre, il épouse Maria Elisabeth Hauschild (1872-1954). Ils ont trois enfants : Heinz (décédé à l'âge de 10 ans), Franz (1898-1918) et Klara (Claire, 1903-193?).
Il était également le père du peintre Paul Corazolla et du violoncelliste et chef d'orchestre Jan Corazolla. Leur mère, la chanteuse Margarete Corazolla (1902-2001), a fait partie pendant un certain temps, avec sa sœur( ?), la pianiste Berti Corazolla, des résidents de la colonie d'artistes de Berlin (de).
Après un bref arrêt à Vienne, où il enseigne la composition au Neues Wiener Konservatorium, il devient directeur du Mozarteum de Salzbourg, de 1911 à 1913. Dès 1914, il travaille comme compositeur indépendant à Munich. De 1920 à 1927, il enseigne - sur les traces de Max Reger - comme professeur de composition au Conservatoire de Leipzig. En 1930, Graener succède à Alexander von Fielitz comme directeur du Conservatoire Stern de Berlin. En 1934, il prend la direction d'une classe de maître à l'université des arts de Berlin.
Depuis la fin des années 1920, Paul Graener adhère au national socialisme et est membre de la Ligue nationale pour la culture allemande. Certaines compositions vocales, sur des textes romantiques allemands sont utilisées par la propagande nazie, comme le chant de guerre de Theodor Storm et le Gesang der Erinnerung de Friedrich Schlegel (1807) avec le vers « Der Retter ist nicht weit » (« Le Sauveur n'est pas loin »).
Le 1er avril 1933, il rejoint le NSDAP (numéro de membre 1 597 250). À partir de 1934, il est vice-président de la Chambre de la musique du Reich (après la démission de Wilhelm Furtwängler). En 1941, il quitte ce poste, et est remplacé par Werner Egk.
Graener reçoit de nombreuses récompenses du régime nazi. En 1944, sa maison de Berlin est détruite. Tous ses manuscrits sont perdus. Il se rend avec sa famille à Wiesbaden, Munich, Vienne, Metz et Salzbourg, où il meurt dans un hôpital à l'âge de 72 ans.

## Style et notoriété
En tant que compositeur de Lieder, Graener se situe dans la tradition de Johannes Brahms, Hugo Wolf et Richard Strauss. Cependant, il utilise le langage atonal, comme dans les  Galgenliedern, d'après Morgenstern. Son opéra Don Juans letztes Abenteuer et son œuvre orchestrale Aus dem Reiche des Pan sont proches de l'impressionnisme.
Dans les années 1920, Graener est un compositeur d'opéra célèbre. Grâce à son adhésion au nazisme, il est, à partir de 1933, l'un des compositeurs vivants le plus apprécié en Allemagne. Depuis sa mort, il est à peine joué. Son œuvre est considérée comme peu originale. Ses Morgenstern Lieder ont fait l'objet de plusieurs enregistrements historiques.

## Élèves
- Stasys Šimkus (1887–1943)
- Józef Koffler (1896–1944)
- Albert Moeschinger (de) (1897–1985)
- Norbert von Hannenheim (1898–1945)
- Hans Wolfgang Sachse (1899–1982)
- Jón Leifs (1899–1968)
- Ionel Perlea (1900–1970)
- Gerhard Maasz (1906–1984)

## Œuvres

### Opéras
- The Faithful Sentry, op. 1 (1899)[3]
- Das Narrengericht, op. 38 (1913)[3]
- Don Juans letztes Abenteuer, op. 42 (1914)[3]
- Theophano, op. 48 (1918)[3]
- Schirin und Gertraude, op. 51 (1920)
- Hanneles Himmelfahrt, W/o Op. (1927)
- Friedemann Bach, op. 90 (1931)
- Der Prinz von Homburg, op. 100 (1935)

### Orchestres
- 2 pièces, op. 9
- 3 pièces, op. 26
- Symphonie pour cordes et harpe, op. 27 (1910)
- Symphonie en Ré Mineur Schmied Schmerz, op. 39 (1912)
- Aus dem Reiche des Pan, op. 22 (1920)
- Romantische Phantasie, op. 41
- Musik am Abend, op. 44
- Variationen über ein russisches Volkslied, op. 55 (1926)
- Waldmusik, op. 60
- Divertimento en Ré Majeur, op. 67
- Concerto pour piano, op. 72
- Juventus academica, op.73
- Gotische Suite, op. 74
- Concerto pour violoncelle et orchestre de chambre, op. 78 (1927)[3]
- Die Flöte von Sanssouci, op. 88 (1930)
- Comedietta, op. 82
- Variationen über Prinz Eugen, op. 108 (1939)
- Sinfonia breve, op. 96
- 3 schwedische Tänze, op. 98
- Concerto pour violon, op. 104
- Feierliche Stunde, op. 106
- Turmwächterlied, op. 107 (1938)
- Wiener Sinfonie, op. 110 (1941)
- Concerto pour flûte, op. 116

### Musique de chambre
- Quatre quatuors à cordes (incluant les opp. 54, 65 et 80, de 1920 à 1928)[3]
- Suite op. 63 pour flûte et piano (1924)[3]